# Thalassocratie étrusque
La Thalassocratie étrusque  est un terme historiographique qui désigne l'expansion territoriale, culturelle et commerciale étrusque par l'implantation maritime de nombreux établissements coloniaux au cours de la période allant du VIIIe au Ve siècle av. J.-C. afin de conforter les positions économiques sur une partie du bassin méditerranéen.

## Témoignages archéologiques
La présence étrusque est attestée sur le littoral tyrrhénien par le site portuaire de Gravisca fondé  au VIe siècle av. J.-C. qui constitue un emporion, c'est-à-dire une sorte de port franc.

En Gaule méditerranéenne, les  Étrusques sont présents en Languedoc et en Provence au VIIe et VIe siècles av. J.-C., en particulier à Lattara site protohistorique localisé dans l'agglomération de la commune de Lattes, dans le département de l'Hérault et Pech Maho, localisé dans l'actuel département de l'Aude. 

« Les premiers qui réussissent à construire un réseau efficace d'échanges sur les rivages gaulois sont les Étrusques [...]. Pendant près de trois quarts de siècle (des environs de 625 aux environs de 550 av. J.-C.) les Étrusques vont occuper une position dominante dans les transactions maritimes qui se développent en Provence et en Languedoc »

— Michel Py, 1993,.
En Ligurie, leur présence est attestée de manière ponctuelle, sur le site de Luna  dès la période archaïque et en Haute-Corse on note la présence de vestiges d'un comptoir colonial étrusque sur le site d'« Alalia »,.
Sur l'île d'Elbe,, les analyses de terrain effectuées au XIXe siècle av. J.-C. mettent en avant l'existence de zones d'extractions minérifères, dont la datation atteste d'une implantation étrusque au cours de la 1re phase de l'âge du fer,.
L'île d'Elbe semble être une plaque tournante des exportations étrusques avec la présence d'un important emporion.

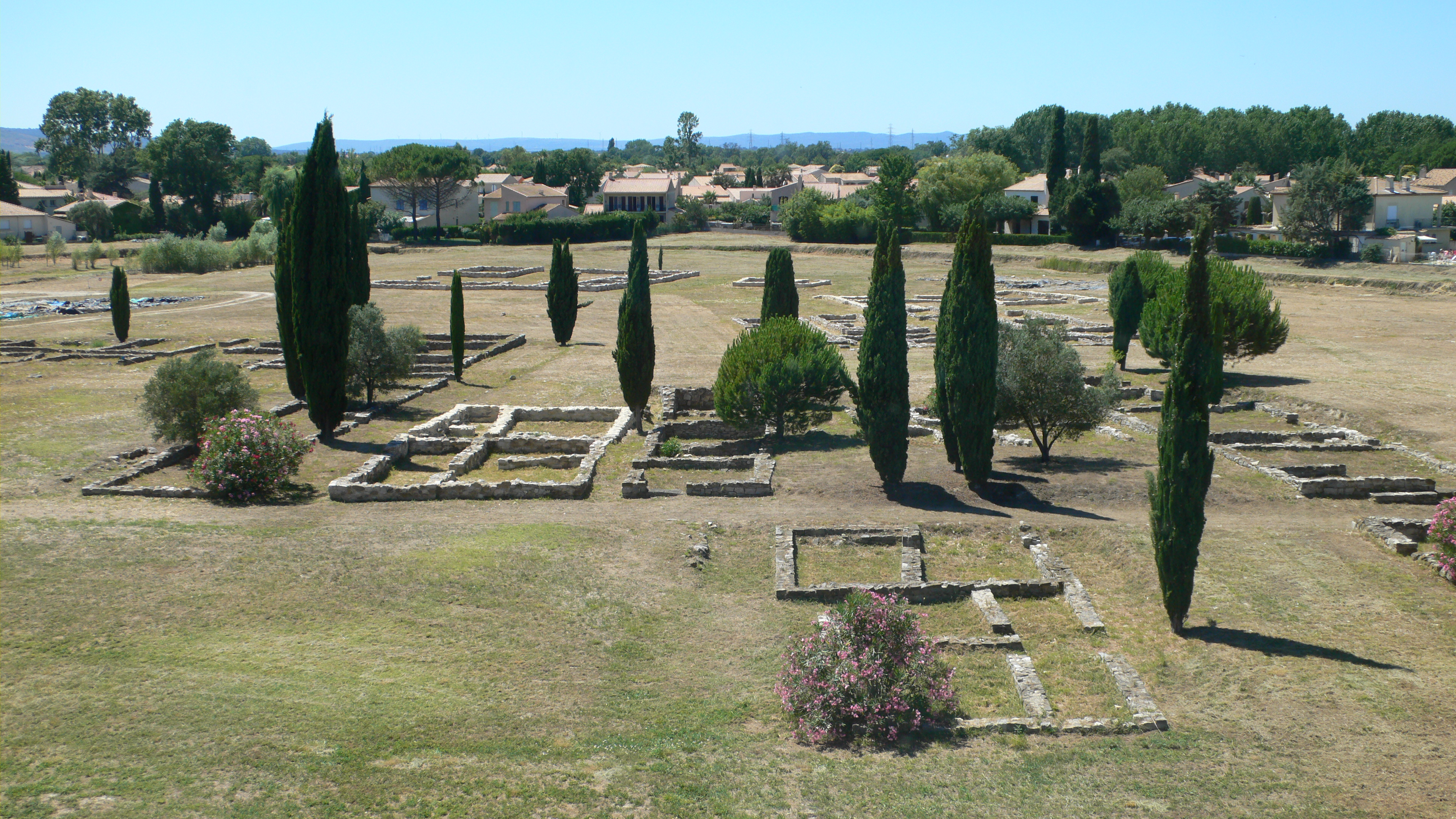
Vue du site archéologique de Lattara
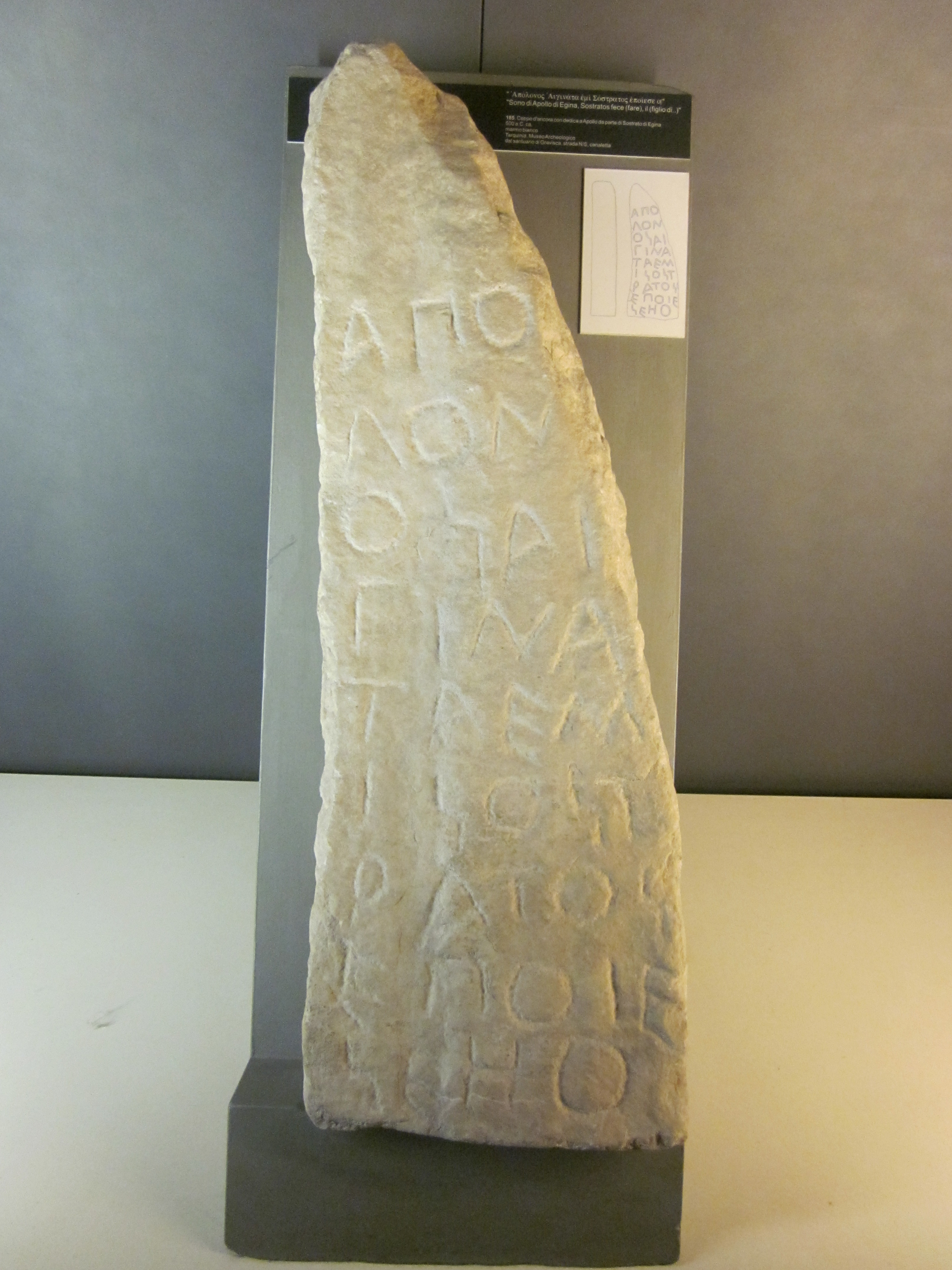
Ancre de Sostratos
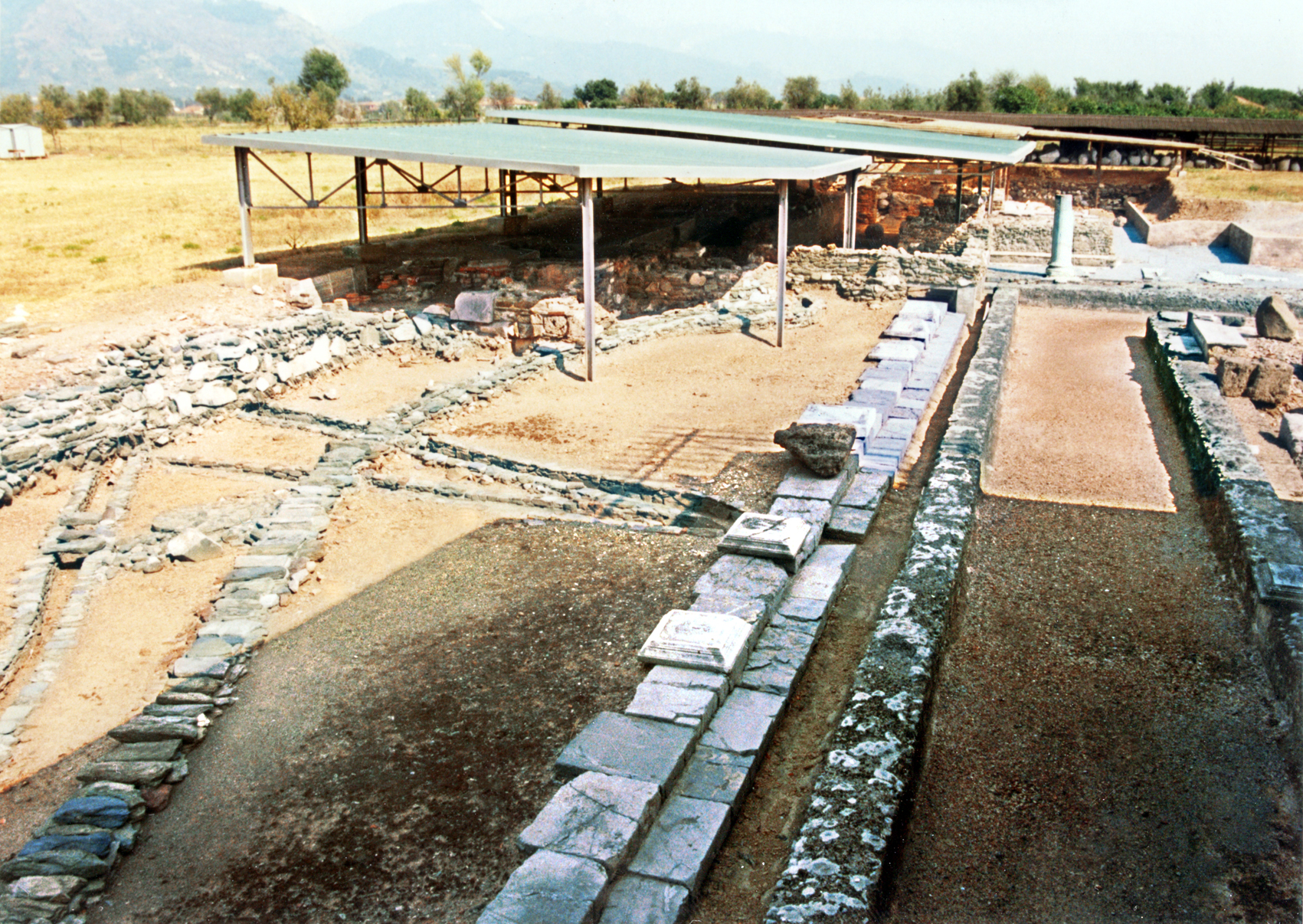
Fouilles de Luna.
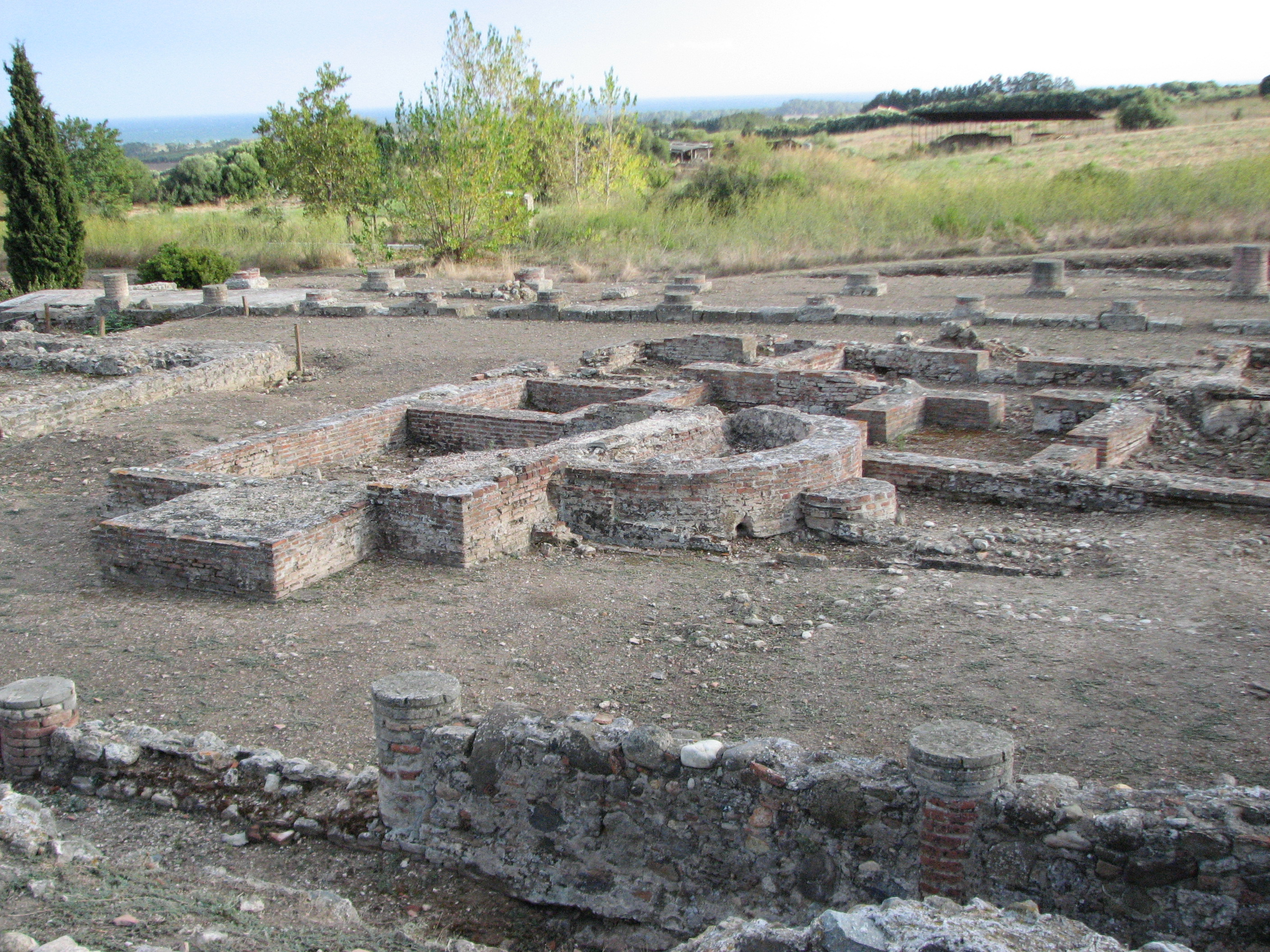
Site protohistorique étrusque d'« Alalia ».
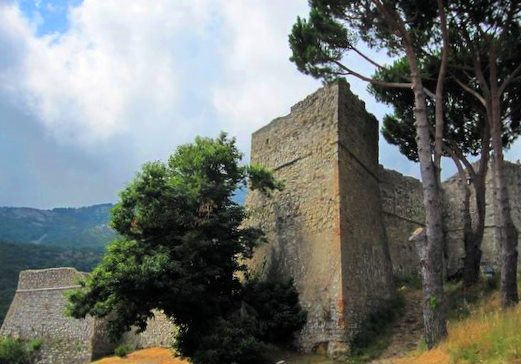
Fortifications étrusques, de Marciana, île d'Elbe.